# Птит-Форе
Пти́т-Форе́ (фр. Petite-Forêt) — коммуна во Франции, регион О-де-Франс, департамент Нор, округ Валансьен, кантон Ольнуа-ле-Валансьен. Пригород Валансьена, примыкает к нему с северо-запада, в 4 км от центра города. Через территорию коммуны проходит автомагистраль А23.
Население (2017) — 4 877 человек.

## Экономика
Структура занятости населения:
- сельское хозяйство — 0,1 %
- промышленность — 20,7 %
- строительство — 3,4 %
- торговля, транспорт и сфера услуг — 66,5 %
- государственные и муниципальные службы — 9,3 %

Уровень безработицы (2017) — 13,7 % (Франция в целом — 13,4 %, департамент Нор — 17,6 %). 

Среднегодовой доход на 1 человека, евро (2017) — 19 570 (Франция в целом — 21 110, департамент Нор — 19 490).

## Демография
Динамика численности населения, чел.

## Администрация
Пост мэра Птит-Форе с 2020 года занимает Сандрин Гомбер (Sandrine Gombert). На выборах 2014 года возглавляемый ею левый блок одержал победу, набрав во 2-м туре 41,14 % голосов (из трех блоков).
| Период | Период | Фамилия        | Партия                  | Примечания                                              |
| ------ | ------ | -------------- | ----------------------- | ------------------------------------------------------- |
| 1947   | 1967   | Эдмон Шер      | Коммунистическая партия | слесарь-наладчик, член Генерального совета департамента |
| 1967   | 1989   | Ив Лелё        | Коммунистическая партия | профессор, член Генерального совета департамента        |
| 1989   | 2020   | Марк Бюри      | Коммунистическая партия | преподаватель коллежа                                   |
| 2020   |        | Сандрин Гомбер | Разные левые            | преподаватель                                           |

## Ссылки

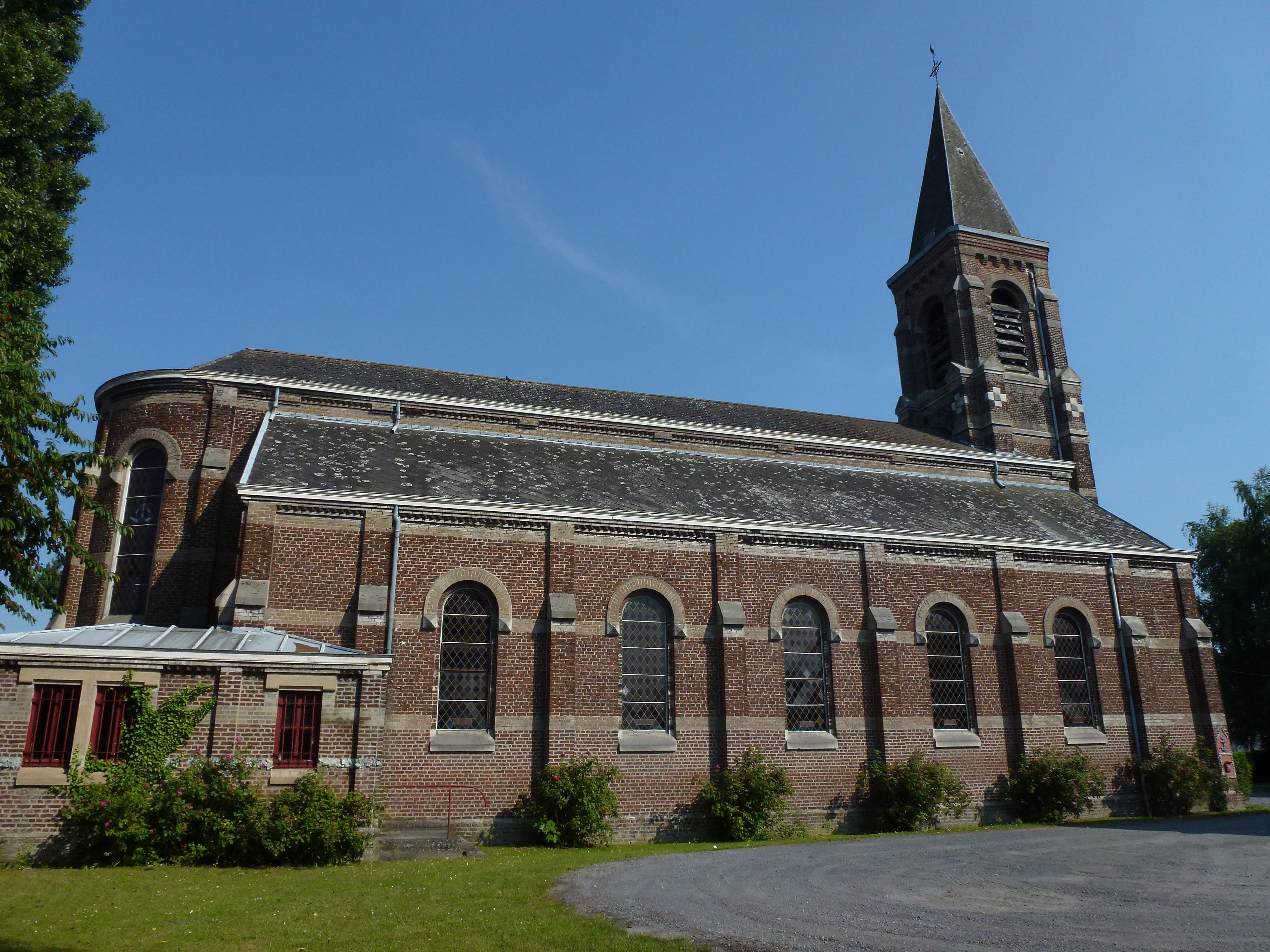
Церковь Святой Марии Магдалины XVI века